# أتاك
أتاك هي شركة فرنسية متخصصة في السوبرماركت.